# تاج‌آباد ۲ (کهنوج)
تاج‌آباد ۲، روستایی در دهستان حومه بخش چاه مرید شهرستان کهنوج در استان کرمان ایران است.

## جمعیت
بر پایه سرشماری عمومی نفوس و مسکن در سال ۱۳۹۵، جمعیت این روستا برابر با ۲۶۲ نفر (۷۵ خانوار) بوده‌است.